# Yville-sur-Seine
Yville-sur-Seine é uma comuna francesa na região administrativa da Normandia, no departamento de Sena Marítimo. Estende-se por uma área de 8,28 km². Em 2010 a comuna tinha 456 habitantes (densidade: 55,1 hab./km²).